# Championa westcotti
Championa westcotti là một loài bọ cánh cứng trong họ Cerambycidae.